# Свержинская, Наталия
Ната́лия Свержи́нская (вариант имени: Ната́лья; род. 11 июня 1968) — белорусская кёрлингистка.
Кандидат в мастера спорта.
Член национальной женской сборной команды Белоруссии.
Занимается кёрлингом с 2010 года.

## Достижения
- Чемпионат Беларуси по кёрлингу среди смешанных команд: серебро (2016), бронза (2017).

## Команды
| Сезон                                               | Четвёртый           | Третий              | Второй              | Первый              | Запасной                                    | Турниры                   |
| --------------------------------------------------- | ------------------- | ------------------- | ------------------- | ------------------- | ------------------------------------------- | ------------------------- |
| 2010—11                                             | Екатерина Кириллова | Алина Павлючик      | Наталия Свержинская | Сюзанна Ивашина     | тренер: Дмитрий Кириллов                    | ЧЕ 2011 (гр. C) (5 место) |
| 2011—12                                             | Екатерина Кириллова | Алина Павлючик      | Наталия Свержинская | Сюзанна Ивашина     | Арина Свержинская                           | ЧЕ 2012 (гр. C)           |
| 2012—13                                             | Екатерина Кириллова | Алина Павлючик      | Сюзанна Ивашина     | Наталия Свержинская | Арина Свержинская тренер: Дмитрий Кириллов  | ЧЕ 2012 (19 место)        |
| 2013—14                                             | Алина Павлючик      | Наталия Свержинская | Евгения Орлис       | Екатерина Кириллова | Арина Свержинская тренер: Артис Зентелис    | ЧЕ 2013 (17 место)        |
| 2014—15                                             | Алина Павлючик      | Наталия Свержинская | Сюзанна Ивашина     | Екатерина Кириллова | Арина Свержинская тренер: Катя Киискинен    | ЧЕ 2014 (19 место)        |
| 2015—16                                             | Алина Павлючик      | Daria Bogatova      | Наталия Свержинская | Арина Свержинская   | Маргарита Дешук тренер: Александр Орлов     | ЧЕ 2015 (гр. C) (4 место) |
| 2016—17                                             | Алина Павлючик      | Сюзанна Ивашина     | Арина Свержинская   | Маргарита Дешук     | Наталия Свержинская тренер: Александр Орлов | ЧЕ 2016 (17 место)        |
| 2017—18                                             | Алина Павлючик      | Сюзанна Ивашина     | Арина Свержинская   | Маргарита Дешук     | Наталия Свержинская тренер: Александр Орлов | ЧЕ 2017 (20 место)        |
| 2018—19                                             | Алина Павлючик      | Сюзанна Ивашина     | Арина Свержинская   | Маргарита Дешук     | Наталия Свержинская тренер: Александр Орлов | ЧЕ 2019 (гр. C)           |
| Кёрлинг среди смешанных команд (mixed curling)      |                     |                     |                     |                     |                                             |                           |
| 2011—12                                             | Дмитрий Кириллов    | Алина Павлючик      | Дмитрий Ерко        | Екатерина Кириллова | Наталия Свержинская Сюзанна Ивашина         | ЧЕСК 2011 (21 место)      |
| 2015—16                                             | Игорь Платонов      | Наталия Свержинская | Юрий Павлючик       | Инесса Павлючик     |                                             | ЧБСК 2016                 |
| 2016—17                                             | Игорь Платонов      | Наталия Свержинская | Юрий Павлючик       | Инесса Павлючик     |                                             | ЧБСК 2017                 |
| 2017—18                                             | Андрей Юркевич      | Наталия Свержинская | Евгений Клевец      | Инесса Павлючик     |                                             | ЧБСК 2018 (4 место)       |
| Кёрлинг среди смешанных пар (mixed doubles curling) |                     |                     |                     |                     |                                             |                           |
| 2017—18                                             | Виталий Бурмистров  | Наталия Свержинская |                     |                     |                                             | ЧБСП 2018 (8 место)       |

(скипы выделены полужирным шрифтом)

## Частная жизнь
Её дочь Арина Свержинская — тоже кёрлингистка, они многократно играли в одной команде.
Закончила Минский государственный медицинский институт,  стоматологический факультет (1990). По профессии — врач-стоматолог.